# 얼기
얼기는 거미줄이나 그물처럼 얽혀 있는 것을 말한다. 신경해부학에서의 얼기(plexus, 라틴어로 '땋은 것'을 뜻함)는 신경이나 혈관, 림프관이 그물처럼 얽힌 구조를 의미한다. 혈관은 정맥, 모세혈관일 수 있다. 신경은 일반적으로 중추신경계 바깥의 축삭이다.
영어 'pleuxs'의 표준적인 복수형은 'plexuses'이다. 라틴어의 복수형인 'plexūs'를 사용할 수도 있다.

## 종류

### 신경얼기
네 개의 주된 신경얼기는 목신경얼기, 팔신경얼기, 허리신경얼기, 엉치신경얼기이다. 그 외에도 심장신경얼기, 복강신경얼기, 콩팥신경얼기 등이 있다.

### 정맥얼기
정맥얼기는 정맥이 그물처럼 얽혀 있는 구조이다. 고환과 부고환의 덩굴정맥얼기, 곧창자를 둘러싸고 있는 곧창자정맥얼기 등이 그 예시이다.

### 맥락얼기
맥락얼기는 뇌의 중추신경계에 속하며 뇌실에서 뇌실막세포에 덮여 있는 모세혈관 구조이다. 뇌척수액을 분비하는 역할을 한다.

## 같이 보기
- 척수신경
- 신경얼기